# Wątrobiak zarodkowy

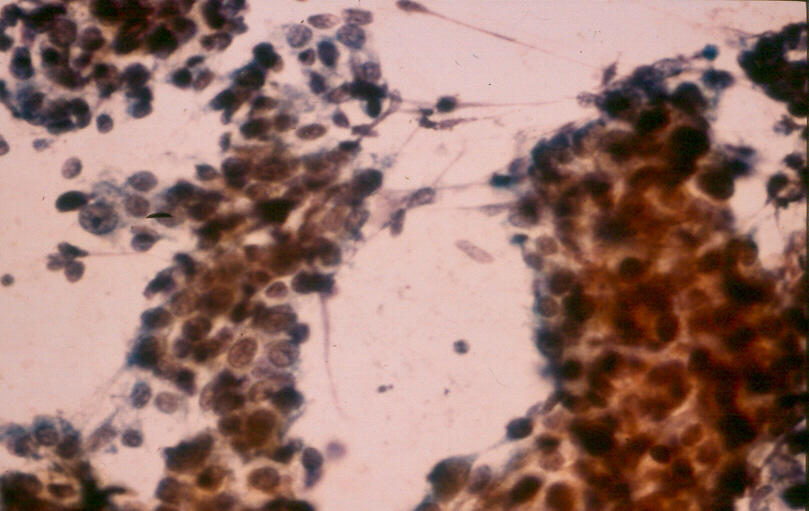
Obraz aspiratu uzyskanego w biopsji cienkoigłowej

Wątrobiak zarodkowy, hepatoblastoma, wątrobiak płodowy – rzadki złośliwy guz wątroby wieku dziecięcego. Utworzony jest z komórek przypominających komórki płodowej lub niedojrzałej wątroby i wewnątrzwątrobowych dróg żółciowych. Objawem prowadzącym do rozpoznania jest zazwyczaj macalny przez powłoki brzuszne guz. Często podwyższony jest poziom alfa-fetoproteiny (AFP), rokowanie jest gorsze w przypadkach z niepodwyższonym poziomem AFP.